# Pablo García (futbolista nacido en 2006)
Pablo García (Sevilla, 15 de agosto de 2006) es un futbolista español que juega en la demarcación de extremo derecho en el Betis Deportivo Balompié de la Primera Federación.

## Trayectoria
Tras formarse como futbolista en las categorías inferiores del Real Betis Balompié, finalmente hizo su debut con el Betis Deportivo Balompié el 1 de octubre de 2023 contra el Sevilla Atlético. El 25 de enero de 2025 hizo su debut con el primer equipo en un encuentro de la Primera División de España que finalizó con un resultado a favor de 0-1 contra el RCD Mallorca. El 13 de marzo de 2025 se produjo su debut en competición europea, en la Liga Conferencia de la UEFA contra el Vitória Sport Clube en un encuentro que finalizó con victoria del equipo bético por 0-4.

## Clubes
Actualizado al último partido disputado el 17 de mayo de 2025.
| Club                                            | Temporada     | Liga               | Liga  | Liga  | Copa  | Copa  | Europa(1) | Europa(1) | Total | Total |
| Club                                            | Temporada     | División           | Part. | Goles | Part. | Goles | Part.     | Goles     | Part. | Goles |
| ----------------------------------------------- | ------------- | ------------------ | ----- | ----- | ----- | ----- | --------- | --------- | ----- | ----- |
| Betis Deportivo                                 | 2023–24       | Segunda Federación | 4     | 0     | —     | —     | —         | —         | 4     | 0     |
| Betis Deportivo                                 | 2024–25       | Primera Federación | 25    | 5     | —     | —     | —         | —         | 25    | 5     |
| Betis Deportivo                                 | Total         | Total              | 29    | 5     | —     | —     | —         | —         | 29    | 5     |
| Real Betis                                      | 2024–25       | La Liga            | 3     | 0     | —     | —     | 2         | 0         | 5     | 0     |
| Real Betis                                      | Total         | Total              | 3     | 0     | —     | —     | 2         | 0         | 5     | 0     |
| Total carrera                                   | Total carrera | Total carrera      | 32    | 5     | 0     | 0     | 2         | 0         | 34    | 5     |
| (1) Incluye datos de la UEFA Conference League. |               |                    |       |       |       |       |           |           |       |       |